# Gymnoris
Gymnoris is een geslacht van zangvogels uit de familie mussen (Passeridae). De soorten worden ook wel gerekend tot het geslacht Petronia. In het Nederlands worden ze rotsmussen genoemd.

## Soorten
Het geslacht kent de volgende soorten:
- Gymnoris dentata – Kleine rotsmus
- Gymnoris pyrgita – Sahelrotsmus
- Gymnoris superciliaris – Kaapse rotsmus
- Gymnoris xanthocollis – Indische rotsmus